# Asterococcus yunnanensis
Asterococcus yunnanensis är en insektsart som beskrevs av Borchsenius 1960. Asterococcus yunnanensis ingår i släktet Asterococcus och familjen Cerococcidae. Inga underarter finns listade i Catalogue of Life.